# Relaciones Israel-Corea del Norte
Israel y Corea del Norte no tienen relaciones diplomáticas oficiales, pero las comunicaciones no oficiales entre los dos países son hostiles. Corea del Norte no reconoce a Israel, denunciándolo como un "estado satélite imperialista". Israel, a su vez, no reconoce a Corea del Norte y considera a Corea del Sur como el único gobierno legítimo de Corea. Desde 1988, Corea del Norte reconoce la soberanía del Estado de Palestina sobre todo Israel, excepto los Altos del Golán, que reconoce como territorio sirio. Israel considera que Corea del Norte y su programa de misiles nucleares son una gran amenaza para la seguridad mundial y ha pedido una acción internacional contra Corea del Norte. Corea del Norte ha respondido amenazando con "castigar" a Israel en varias ocasiones.

## Historia
Corea del Norte envió a 20 pilotos de la Fuerza Aérea Popular de Corea y 19 no combatientes a Egipto durante la guerra de Yom Kipur. La unidad tuvo de cuatro a seis encuentros con los israelíes desde agosto hasta el final de la guerra. Según Shlomo Aloni, el último enfrentamiento aéreo en el frente egipcio, que tuvo lugar el 6 de diciembre, vio a los F-4 de la Fuerza Aérea Israelí enfrentarse a los MiG-21 pilotados por Corea del Norte. Los israelíes derribaron un MiG y otro fue derribado por fuego amigo de las defensas aéreas egipcias.
A lo largo de los años, Corea del Norte ha suministrado tecnología de misiles y armas a los vecinos de Israel, incluidos Irán, Siria, Libia y Egipto. En 1993, el ministro de Relaciones Exteriores de Israel, Shimon Peres, ofreció a Corea del Norte mil millones de dólares en inversión extranjera y asistencia técnica en operaciones de extracción de oro a cambio de detener la venta de 150 misiles balísticos de alcance medio Nodong a Irán. El acuerdo se detuvo bajo la presión de los Estados Unidos después de que Corea del Norte se retirara del Tratado de No Proliferación Nuclear. Siria, que tiene un historial de enfrentamientos con Israel, ha mantenido durante mucho tiempo una relación militar con Corea del Norte basada en la cooperación entre sus respectivos programas de armas nucleares y químicas. El 6 de septiembre de 2007, la Fuerza Aérea de Israel llevó a cabo la Operación Huerto sobre un objetivo en la región de Deir ez-Zor en Siria. Según informes de los medios, 10 norcoreanos que "habían estado ayudando en la construcción de un reactor nuclear en Siria" murieron durante el ataque aéreo. 
Cuando Corea del Norte se abrió a los turistas extranjeros en 1986, excluyó a los ciudadanos de Israel junto con los de Estados Unidos, Japón, Taiwán y Sudáfrica. Desde 2016, a los civiles israelíes se les ha permitido viajar a Corea del Norte sin intermediarios, con las visas correspondientes disponibles en Israel. 
Israel ha pedido una acción mundial contra el programa de armas nucleares de Corea del Norte. Se ha sugerido que Corea del Norte ha tratado de modelar su programa de armas nucleares sobre el de Israel, como "un pequeño estado disuasorio para un país rodeado de poderosos enemigos; mostrar suficiente actividad para hacer plausible la posesión de un dispositivo nuclear para el mundo exterior, pero sin anunciar la posesión: en resumen, parece armarse con una carta de triunfo final y mantener a todos adivinando si las armas podrían estar disponibles y cuándo". 
Tras la caída de la Unión Soviética, Israel envió una delegación diplomática a Corea del Norte, pero los esfuerzos fueron detenidos por el entonces primer ministro israelí, Yitzhak Rabin, posiblemente debido a la presión de Estados Unidos y el Mosad. 
En mayo de 2010, el ministro de Relaciones Exteriores de Israel, Avigdor Lieberman, calificó a Corea del Norte como parte de un "eje del mal", afirmando: "Este eje del mal que incluye a Corea del Norte, Siria e Irán; es la mayor amenaza para el mundo entero". 
En 2014, cuando se intensificó el conflicto entre Israel y Gaza, Corea del Norte supuestamente negoció acuerdos de armas con Hamás. Sin embargo, esto fue negado por la televisión estatal norcoreana KCNA unos días después. 
Ha informado que los funcionarios de inteligencia israelíes están preocupados de que, en el peor de los casos, el país sancionado internacionalmente y con problemas de liquidez podría vender sus armas o tecnología nuclear a Irán y su milicia proxy Hezbolá. En un escenario más probable, Israel siente que Irán continuará cumpliendo con su acuerdo nuclear pero amenazará al país con una acumulación de armas convencionales en la frontera norte de Israel. Debido a que la atención internacional y de EE. UU. se centrará en la inestabilidad del Pacífico, Israel cree que se prestará menos atención occidental a este tema. 
En una entrevista de 2017 con el sitio de noticias en hebreo Walla, el ministro de Defensa israelí, Avigdor Liberman, llamó a Kim Jong-un un "loco... empeñado en socavar la estabilidad internacional". Los medios estatales de Corea del Norte pronto se enteraron de la entrevista y emitieron una declaración advirtiendo a los israelíes que vigilen su "comportamiento perverso", prometiendo "castigos mil veces despiadados" por insultar la "dignidad del Liderazgo Supremo".

## Reunión entre el Mosad y el Ministerio de Asuntos Exteriores
Las relaciones entre Corea del Norte e Israel son, como escribe Aron Shai en el Israel Journal of Foreign Affairs, "quizás las 'no relaciones' más enemistadas" en la comunidad internacional. Este distanciamiento y desconexión se caracteriza mejor por un evento en el que Corea del Norte invitó al Mossad y al Ministerio de Relaciones Exteriores en 1992 en dos delegaciones separadas. El evento se llevaría a cabo y ninguna de las partes sabía que la otra estaba allí. Esta desconexión y sigilo en las relaciones se debe en parte a las relaciones de Israel con Corea del Sur, que están mucho más normalizadas debido a la ayuda israelí durante la guerra de Corea.
Según Shai, el director general del Ministerio de Asuntos Exteriores, Eytan Bentsur, se mostró optimista en su encuentro con Corea del Norte. A cambio de tratos de armas a Israel, Corea del Norte quería la ayuda de Israel para que las negociaciones con Estados Unidos prevalecieran. El acuerdo pronto se convirtió en una relación mutuamente beneficiosa: Corea del Norte quería ayuda e inversión e Israel quería que Corea del Norte dejara de suministrar misiles a Irán. El acuerdo parecía probable, pero en 1993, Corea del Norte se retiró del Tratado de No Proliferación Nuclear. Efraim Halevy, que representaba al Mosad, por otro lado, quería enfáticamente poner fin a las relaciones con Corea del Norte y, en cambio, mejorar la relación de Israel con Corea del Sur. La salida de Corea del Norte de este acuerdo aumentó la presión del Mosad sobre el MFA para poner fin al acuerdo. El entonces presidente estadounidense Jimmy Carter también advirtió a Israel sobre la firma de un posible acuerdo con Corea del Norte. En última instancia, los intereses estadounidenses dictaron el tono de la relación entre Corea del Norte e Israel.
Si bien la relación entre los dos países parece congelada, los eventos que ocurrieron durante esa gestión tienen fuertes implicaciones. Primero, se reveló la desconexión de la política entre el Mosad y el MFA. Como escribe Shai, "obviamente no hubo coordinación entre las dos instituciones, y uno se pregunta si esto realmente socavó los intereses estratégicos de Israel". En segundo lugar, sin embargo, la intervención estadounidense y la fuerte influencia en la búsqueda de una relación de política exterior con Corea del Norte dividieron al gobierno israelí. Mientras que algunos diplomáticos argumentaron que Estados Unidos está mejor equipado para lidiar con las relaciones de Corea del Norte y que, al ser el mayor aliado de Israel, debería tener voz en las decisiones, muchos diplomáticos (incluido Bentsur) argumentaron que Estados Unidos le estaba quitando el derecho de autogobierno a Israel.